# TKB-011
Le TKB-011 (en russe : ТКБ-011) était un fusil d'assaut bullpup soviétique, capable d’un tir entièrement automatique, développé par le concepteur d’armes légères Nikolaï Mikhaïlovitch Afanassiev de 1963 à 1965. Il était chambré pour la cartouche de 7,62 × 39 mm M43. Il a connu trois versions successives :
- le TKB-011 d’origine en 1963 ;
- le TKB-011M (ТКБ-011М) en 1964
- le TKB-011 2M (ТКБ-011 2М) en 1965.

L’intérieur des armes était en acier et l’extérieur en bakélite. Ces fusils d’assaut, avec le TKB-022PM, ont été les premiers à utiliser une fenêtre d'éjection de type tunnel, qui est maintenant utilisé sur le FN F2000.